# 抱卵亞目
抱卵亞目，又称腹胚亚目，是甲壳亚门十足目中的一个亚目，它是1963年由马丁·布尔肯罗德（Martin Burkenroad）提出的。通过引入抱卵亞目，布尔肯罗德使用单系群的枝鰓亞目（明蝦）和抱卵亞目取代了过去分类中的爬行亚目和游泳亚目。抱卵亞目包括了此前的爬行亚目中的所有动物以及蝟蝦下目和真蝦下目中的所有动物，即：各种虾类、寄居蟹类、蟹类。這些物種多数可供食用，是经济意义最大的一类甲壳动物。

## 分類
抱卵亞目包括以下10個下目：
- 蝟蝦下目 Stenopodidea
- 原蝦下目（英语：Procarididea） Procarididea
- 真蝦下目 Caridea
- 螯蝦下目 Astacidea
- 雕虾下目 Glypheidea
- 甲蝦下目（英语：Axiidea） Axiidea：又名阿蛄虾下目[4]
- 螻蛄蝦下目（英语：Gebiidea） Gebiidea[4]
- 無螯下目 Achelata
- 多螯蝦下目（英语：Polychelida） Polychelida
- 異尾下目 Anomura
- 短尾下目 Brachyura

甲蝦下目與蝼蛄虾下目是從原來的海蛄蝦下目（Thalassinidea）分拆出來的，原來是海蛄蝦的總科。
抱卵亞目的动物拥有一系列共同特征，其中最重要的是雌性孵化受精后的蛋，这些蛋在孵出前沾在雌性的腹足上，这也是这个亚目名称的来源。
至於化石方面，最早期的代表是泥盆紀法门期時的古長臂蝦屬。

## 外部連結
- 維基物種上的相關：抱卵亞目